# Gymnosporangium padmarense
Gymnosporangium padmarense är en svampart som beskrevs av Balf.-Browne 1955. Gymnosporangium padmarense ingår i släktet Gymnosporangium och familjen Pucciniaceae.   Inga underarter finns listade i Catalogue of Life.